# Mesología
Mesología (gr. μέσος mesos, 'medio' y λόγος logos 'doctrina', «ciencia de los medios») es la ciencia que estudia las relaciones e influencias recíprocas que unen los seres a los medios en los cuales están inmersos. El concepto de mesología fue acuñado por el médico francés L.A. Bertillon. Sin embargo, el término más usado hoy en día es ecología, que fue acuñado por la primera vez por Ernst Haeckel.
Mesologia y Ecología nacen a la misma época (siglo XIX). Mientras la ecología se define como una ciencia de la Naturaleza, la mesologia pretende tomar en cuenta el conjunto de los seres vivos, incluyendo el ser humano.
Desaparece de los diccionarios del principio del siglo XX para reaparecer con el geógrafo y orientalista francés Augustin Berque en el siglo XXI.